# ویلیام ای. هریس
ویلیام الکساندر هریس (به انگلیسی: William Alexander Harris) سناتور سابق عضو حزب مردم (ایالات متحده آمریکا) بود. وی در سال ۱۸۹۷ تا ۱۹۰۳ میلادی سناتور ایالت کانزاس در سنای ایالات متحده آمریکا بود.